# Gran Premi del Marroc
El Gran Premi del Marroc fou una cursa vàlida pel campionat mundial de Fórmula 1 que es va disputar una sola vegada, l'any 1958 a Casablanca, Marroc.
El Marroc, recentment independent volia establir la seva pròpia identitat internacionalment i com a part d'aquest desig van organitzar al ràpid circuit d'Ain Diab, una cursa de Fórmula 1. Va ser-hi present el llavors acabat de coronar rei Muhàmmad V.
Stirling Moss i Mike Hawthorn van arribar al Marroc per disputar-se el títol a l'últim gran premi de la temporada. Moss havia de guanyar i fer la volta ràpida i que Hawthorn no arribés per sobre del tercer lloc per endur-se el campionat.
Van participar en la carrera 25 cotxes de Fórmula 1. Moss va agafar avantatge a l'inici de la cursa. Phil Hill sortint des de la segona fila anava segon i intentava en diverses ocasions superar Moss. A la tercera volta sortia del circuit i en tornar entrava darrere de Hawthorn i el suec Jo Bonnier. Cap a la meitat de la cursa, Moss va fer la volta ràpida, que li valia el punt addicional que tant necessitava.
A la volta 42 l'automòbil de Stuart Lewis-Evans es va incendiar. El pilot va sortir ràpidament del vehicle però el seu uniforme també es va incendiar i el pilot va patir greus cremades que li van provocar la mort sis dies després.
Finalment, tot i la victòria i la volta ràpida de Moss, Mike Hawthorn va aconseguir el segon lloc i per tant, el Campionat d'aquest any (1958). Pocs dies després, Hawthorn també va morir en accident automobilístic, tot i que va ser fora de les curses.

## Guanyadors del Gran Premi del Marroc
| Any  | Pilot         | Equip   | Circuit  | Data         | Resultats |
| ---- | ------------- | ------- | -------- | ------------ | --------- |
| 1958 | Stirling Moss | Vanwall | Ain-Diab | 19 d'octubre | Resultats |